# War & Peace Vol. 2 (The Peace Disc)
| Críticas profissionais | Críticas profissionais |
| Avaliações da crítica  | Avaliações da crítica  |
| Fonte                  | Avaliação              |
| ---------------------- | ---------------------- |
| Allmusic               | [ 1 ]                  |
| Entertainment Weekly   | (B-)                   |
| Robert Christgau       | (C+)                   |
| RapReviews             | [ 4 ]                  |
| Rolling Stone          | [ 5 ]                  |
| The Source             | [ 6 ]                  |
| USA Today              | [ 7 ]                  |
| Vibe                   | (favorável)            |

War & Peace Vol. 2 (The Peace Disc) é o sexto álbum solo do rapper Ice Cube, lançado em 21 de Março de 2000 pela Priority Records. É a segunda parte do projeto de duas partes War & Peace, a primeira parte, War & Peace Vol. 1 (The War Disc) foi lançada em 17 de Novembro de 1998. War & Peace Vol. 2 (The Peace Disc) estreou na 3ª posição da Billboard 200 e na 1ª posição da Billboard Top R&B/Hip-Hop Albums com 188.000 cópias vendidas na primeira semana.
The Peace Disc começa com a música "Hello", que possui as participações especiais dos ex-membros do N.W.A. Dr. Dre e MC Ren. O single "You Can Do It" ficou em 2° lugar nas paradas musicais do Reino Unido em 2004.
O álbum não foi muito bem promovido e outros novos artistas como Eminem e 2001 de Dr. Dre estavam no topo das paradas. Demorou 6 anos para Ice Cube lançar seu próximo álbum, Laugh Now, Cry Later. Este foi o último álbum de Ice Cube sob a Priority Records. The Peace Disc vendeu até hoje 990.986 cópias.

## Faixas
| #  | Título                           | Participação(ões)                | Produtor                      | Duração |
| -- | -------------------------------- | -------------------------------- | ----------------------------- | ------- |
| 1  | Hello                            | Dr. Dre & MC Ren                 | Dr. Dre & Mel-Man             | 3:52    |
| 2  | Pimp Homeo (Insert)              |                                  |                               | 0:35    |
| 3  | You Ain't Gotta Lie (Ta Kick It) | Chris Rock                       | Chucky Thompson               | 4:06    |
| 4  | The Gutter Shit                  | Jayo Felony, Gangsta & Squeak Ru | Ice Cube & T-Bone             | 4:29    |
| 5  | Supreme Hustle                   |                                  | Chucky Thompson               | 4:22    |
| 6  | Mental Warfare (Insert)          |                                  |                               | 1:01    |
| 7  | 24 More Hours                    |                                  | DJ Battlecat                  | 3:27    |
| 8  | Until We Rich                    | Krayzie Bone                     | Chucky Thompson & Kevin Vendy | 4:14    |
| 9  | You Can Do It                    | Mack 10 & Ms. Toi                | One Eye                       | 4:19    |
| 10 | Mackin' & Driving (Insert)       |                                  |                               | 0:27    |
| 11 | Gotta Be Insanity                |                                  | Mario Winans & Diddy          | 4:00    |
| 12 | Roll All Day                     |                                  | One Eye                       | 3:15    |
| 13 | Can You Bounce?                  |                                  | Richard Frierson              | 3:53    |
| 14 | Dinner With the CEO (Insert)     |                                  |                               | 0:49    |
| 15 | Record Company Pimpin'           |                                  | Bud'da                        | 4:46    |
| 16 | Waitin' Ta Hate                  |                                  | DJ Joe Rodrigez & One Eye     | 3:38    |
| 17 | Nigga of the Century             |                                  | Charly Chap                   | 4:14    |

## Samples
Until We Rich
- "Show Me" de Glenn Jones

Record Company Pimpin
- "Riding High" de Faze-O
- "Please Listen to My Demo" de EPMD

Hello
- "The Watcher" de Dr. Dre

Waitin' Ta Hate
- "Public Enemy No. 1" de Public Enemy
- "So Wat Cha Sayin'" de EPMD

You Can Do It
- "I Dream of Jeannie" de Hugo Montenegro
- "Rapper's Delight" de Sugarhill Gang
- "The Breaks" de Kurtis Blow
- "Planet Rock" de Afrika Bambaataa and Soulsonic Force
- "I Wanna Rock" de Luke

Gotta Be Insanity
- "Keep It Hot" de Cameo

## Paradas musicais
| Parada musical (2000)                   | Melhor posição |
| --------------------------------------- | -------------- |
| Austrália (ARIA)                        | 24             |
| Canadá (Billboard)                      | 7              |
| Países Baixos (Dutch Charts)            | 42             |
| Reino Unido (Official Albums Chart)     | 56             |
| Estados Unidos (Billboard 200)          | 3              |
| Estados Unidos (Top R&B/Hip Hop Albums) | 1              |

| Parada musical (2000)                             | Posição |
| ------------------------------------------------- | ------- |
| Estados Unidos (Billboard 200)                    | 99      |
| Estados Unidos (Billboard Top R&B/Hip-Hop Albums) | 44      |

## Certificações
| País           | Certificação | Vendas  |
| -------------- | ------------ | ------- |
| Canadá         | Ouro         | 50,000  |
| Reino Unido    | Prata        | 60,000  |
| Estados Unidos | Ouro         | 990,986 |